# Findling Jastor

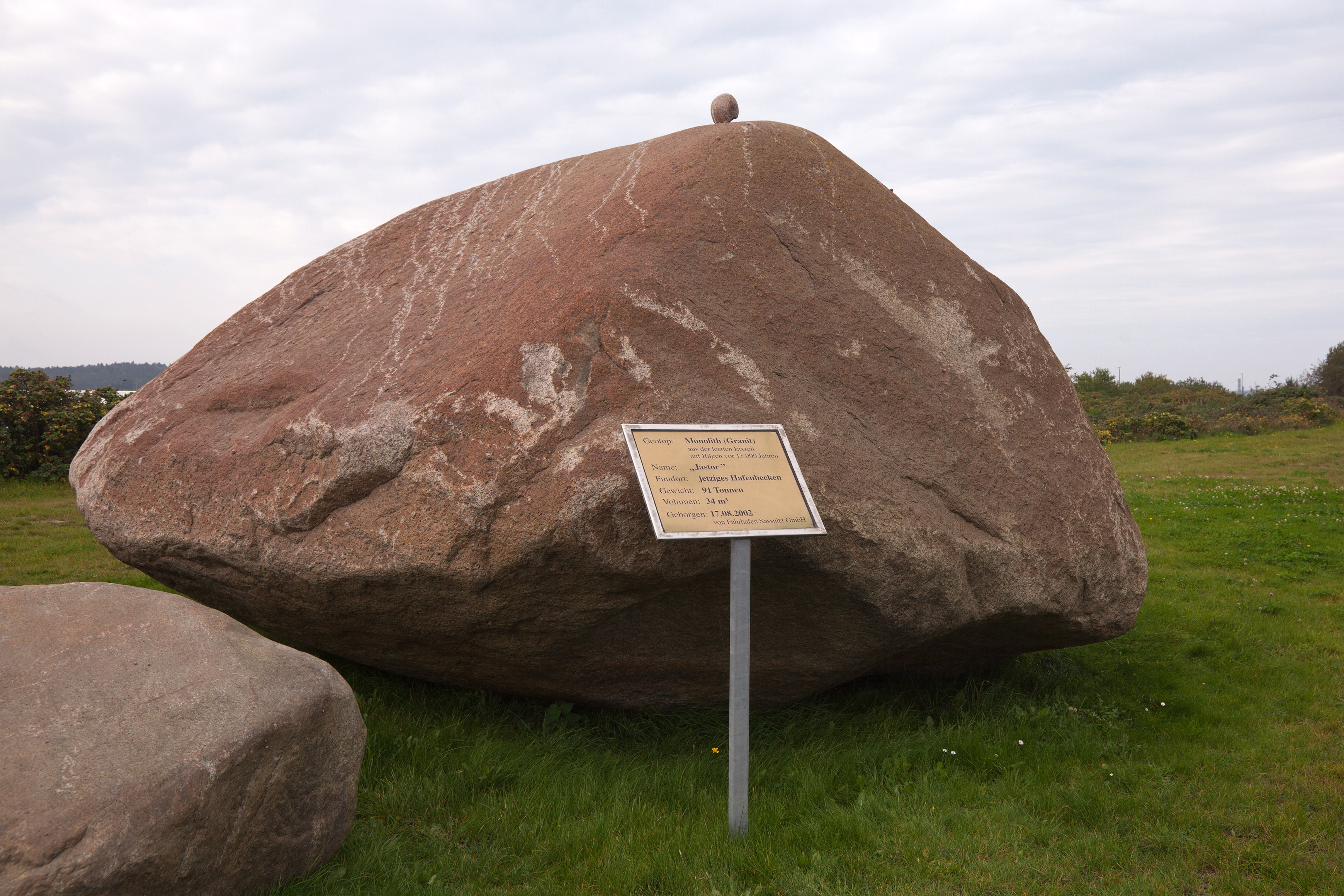
Umgelagerter Findling Jastor

Der Findling Jastor ist ein Granit-Findling nahe dem Fährhafen Sassnitz bei Sassnitz im Landkreis Vorpommern-Rügen in Mecklenburg-Vorpommern.

## Beschreibung

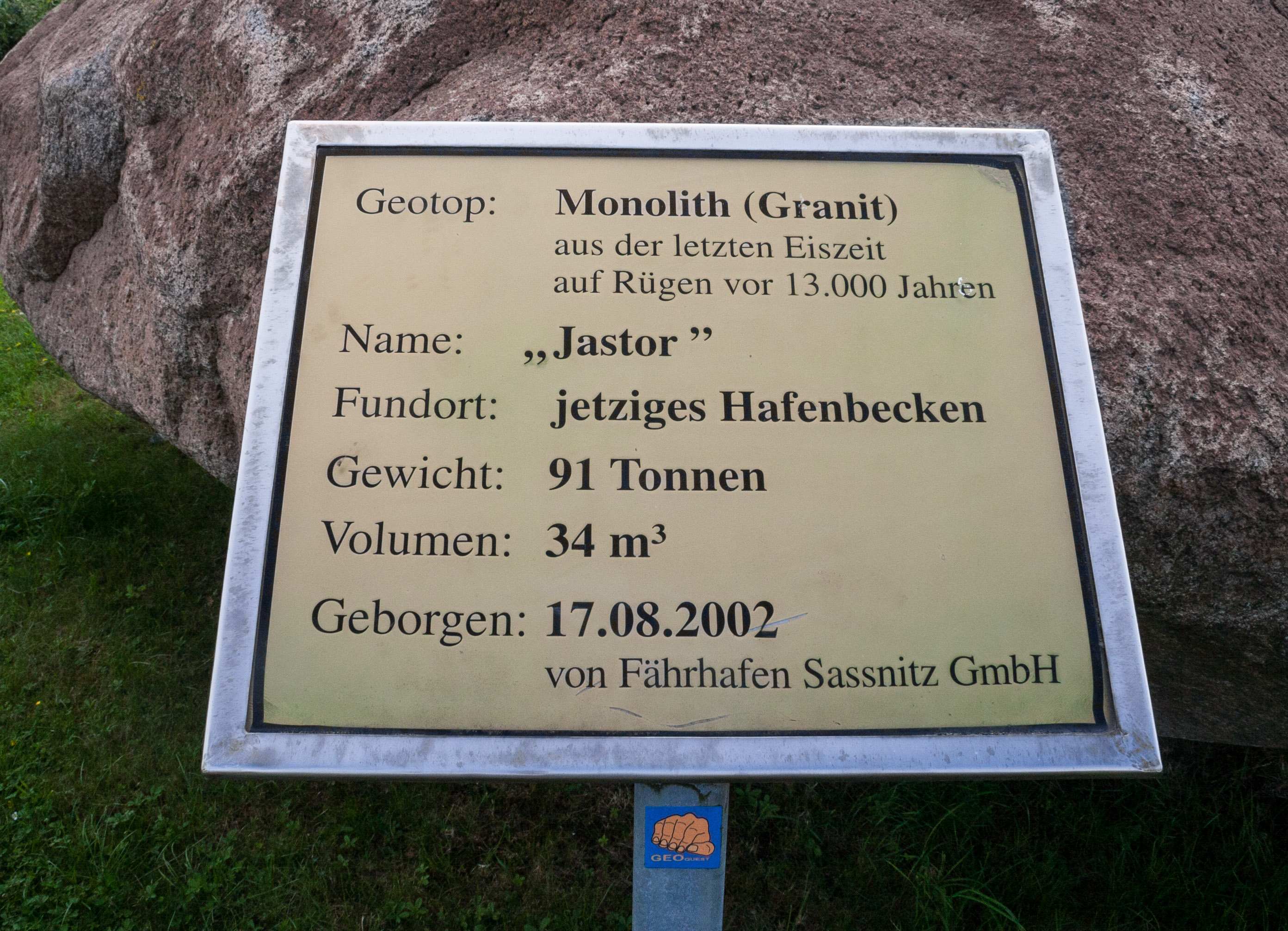
Infotafel beim Jastor

Der ursprünglich im Hafenbecken des Fährhafens Sassnitz-Mukran aufgefundene Granit-Monolith befindet sich heute zusammen mit zwei kleineren Findlingen auf einer Wiese an der Zufahrt zum Fährhafen. Der 91 Tonnen schwere Findling wurde 1986 zunächst im Hafenbecken umgelagert und am 17. August 2002 vor der Hafeneinfahrt des Fährhafens geborgen. Der 4,3 Meter lange, 3 Meter breite und 4,2 Meter hohe Findling ist seit 2003 vom Landesamt für Umwelt, Naturschutz und Geologie Mecklenburg-Vorpommern als Geotop ausgewiesen.
Der Jastor ist der siebentgrößte bekannte Findling auf der Insel Rügen. Der aus präkambrischem Hammer-Syenogranit bestehende Findling kommt ursprünglich aus dem Nordwesten der Insel Bornholm und ist während der letzten Eiszeit im Pleistozän mit den Gletschern aus Skandinavien nach Norddeutschland transportiert worden.